# Nina Sosanya
Oluwakemi Nina Sosanya est une actrice britannique de théâtre, de télévision, de cinéma et de radio née le 6 juin 1969 à Londres. Elle est notamment connue pour ses rôles dans W1A et Last Tango in Halifax,.

## Jeunesse et éducation
Sosanya est née à Islington, à Londres, d'un père nigérian et d'une mère anglaise. Pendant une courte période, elle fréquente le Catmose College à Oakham puis fréquente la Northern School of Contemporary Dance[réf. nécessaire]. 

## Carrière
Sosanya a joué dans de nombreux rôles au théâtre, à la télévision et au cinéma. Ses plus grands rôles à ce jour sont dans la pièce Antoine et Cléopâtre au Royal National Theatre et dans la série Teachers. Elle est également apparue dans Sorted, People Like Us, Love Actually, Nathan Barley, Renaissance, Casanova, Jonathan Creek, Much Ado About Nothing, Cape Wrath, Doctor Who et FM. 
En 2003, elle joue Rosalind dans Comme il vous plaira avec la Royal Shakespeare Company (RSC) au Swan Theatre. En 2008, elle retourne à la RSC pour jouer Rosaline dans Peines d'amour perdues et apparaît en 2009 dans une adaptation radiophonique d'une histoire tirée du recueil de nouvelles L'Essence de l'art.
Elle prête sa voix au rôle de Sephy dans les livres audio de la série Noughts and Crosses de Malorie Blackman. 
En janvier 2010, Sosanya a joue le rôle de Mae Pollock dans la pièce de théâtre La Chatte sur un toit brûlant de Tennessee Williams au Novello Theatre de Londres. 
Elle joue Colly Trent dans la série 2 du drame télévisé de la BBC Cinq jours. Elle apparaît dans la série télévisée Twenty Twelve de la BBC Four, une comédie sur la construction olympique de Londres 2012 et dans les séries dramatiques Silk et Les Arnaqueurs VIP de la BBC One. Elle fait également une brève apparition dans la série de science-fiction pour enfants Sorciers vs Aliens sur la CBBC en tant que Trisha, la mère de Benny Sherwood. 
Sosanya joue le personnage d'Alibe Silver dans L'Île au trésor en 2012. De 2012 à 2015, elle interprète Kate McKenzie dans les saisons 1 à 3 de la série originale de la BBC Last Tango à Halifax. En 2014, elle incarne Lucy Freeman dans la série télévisée W1A en 2014. En 2015, elle joue avec Catherine Tate et Mark Gatiss dans une nouvelle pièce, The Vote, à l'approche des élections générales de 2015 au Royaume-Uni. En 2016, elle joue dans la trilogie Young Chekhov et dans la série ITV Marcella dans le rôle de DCI Laura Porter,. 
On la retrouve au Donmar Warehouse de Londres en 2014 dans la première mondiale de Privacy et en 2016 dans celle d'Elegy. 
Elle a le rôle récurrent de Willow Reeves dans la série Shetland. 

## Théâtre
- 2003: Comme il vous plaira, Donmar Warehouse, Stratford-upon-Avon.
- 2010: La Chatte sur un toit brûlant, Novello Theatre, Londres.
- 2014: Privacy, mise en scène de James Graham, Donmar Warehouse, Londres.
- 2015: The Vote, mise en scène de James Graham, Donmar Warehouse, Londres.
- 2016: Elegy, mise en scène de Josie Rourke, Donmar Warehouse, Londres.

## Filmographie

### Longs-métrages
- 2003 : Code 46 : Anya
- 2003 : Love Actually : Annie
- 2005 : Lie Still : Veronica
- 2006: Renaissance : Reparez (voix)
- 2009 : Framed : Marnie Pope
- 2016: David Brent: Life on the Road : Dr Vivienne Keating
- 2017: You, Me and Him : Dr. Parks
- 2019: Red Joan : Ms Hart

### Téléfilms
- 1992 : Suspect numéro 1 : Joanne Fagunwa
- 1994 : Hercule et les Amazones : Chilla
- 2000 : The Debt : DI Kate Jaspers
- 2005 : Manderlay : Rose
- 2006 : Wide Sargasso Sea : Christophine
- 2007 : Kitchen : Christine
- 2007 : Reichenbach Falls : Sinead Burns
- 2012 : Treasure Island : Alibe Silver
- 2017 : The Highway Rat : le canard (voix)
- 2020: Make Me Famous : Stephanie[8]

### Séries télévisées
- 1992 : The Bill : Linda (1 épisodes)
- 2000 : Jonathan Creek : Karen Blaine (1 épisodes)
- 2000 : Doctors : Jasmine (1 épisodes)
- 2000 : Urban Gothic : Ezili/Gabrielle (1 épisodes)
- 2001 : People Like Us : Cassie Pearson (2 épisodes)
- 2001 - 2002 : Teachers : Jenny Paige
- 2002 : The Jury : Marcia Thomas (6 épisodes)
- 2003 : Serious and Organised : Emma Brown (1 épisodes)
- 2005 : The Afternoon Play : Claire Cotton (1 épisodes)
- 2005 : Nathan Barley : Sasha (5 épisodes)
- 2005 : No Angels : Maggie McDonald (1 épisodes)
- 2005 : Casanova : Bellino (3 épisodes)
- 2005 : ShakespeaRe-Told : Margaret (1 épisodes)
- 2006 : Doctor Who : Trish Webber (1 épisodes)
- 2006 : Sorted : Nancy (6 épisodes)
- 2007 : Cape Wrath : Samantha (8 épisodes)
- 2007 : Sold : Kate (1 épisodes)
- 2008 : Messiah : Sarah Templar  (2 épisodes)
- 2008 : Bonekickers : Rachel (1 épisodes))
- 2009 : FM : Jane Edwards (6 épisodes)
- 2010 : Five Days : Colly Trent (5 épisodes)
- 2011 : Twenty Twelve : Nina Christiani (1 épisodes)
- 2011 : Silk : Kate Brockman (6 épisodes)
- 2012 : Hustle : Linda Runcorn (1 épisodes)
- 2012 : Vera : Chief Superintendent Rachel Waite (1 épisodes)
- 2012 : Silent Witness : DS Brooks (2 épisodes)
- 2012 : Lewis : Lilian Hunter (1 épisodes)
- 2012 : Wizards vs Aliens : Trisha Sherwood (1 épisodes)
- 2012 : Last Tango in Halifax : Kate McKenzie (18 épisodes)
- 2014 : Shetland : Willow Reeves (2 épisodes)
- 2014 : W1A : Lucy Freeman (10 épisodes)
- 2015 : (2 épisodes) : U.S. Marshall Tess Carter (3 épisodes)
- 2016 : Marcella : DCI Laura Porter (8 épisodes)
- 2017 : Nile Rodgers: How to Make it in the Music Business : Narratrice (3 épisodes)
- 2017 : Strike Back: Retribution : Colonel Adeena Donovan (10 épisodes)
- 2018 : Killing Eve : Jess (4 épisodes)
- 2018 : Hilda : Voix additionelles (13 épisodes)
- 2019 : Moon and Me : Narratrice (50 épisodes)
- 2019 - 2023 : Good Omens : Sœur Mary Loquacious (saison 1, 2 épisodes) / Nina (saison 2, 6 épisodes)
- 2019 : Dark Crystal : Le Temps de la résistance : Maudra Mera (voix - 1 épisode)
- 2019 - 2020 : His Dark Materials : À la croisée des mondes : Elaine Parry (5 épisodes)
- 2020 : Brave New World : Mustafa Mond (9 épisodes)
- 2020 - 2022 : Staged : Jo / Elle-même (6 épisodes)
- Depuis 2022 : Screw : Leigh Henry (12 épisodes)
- 2024 : Mon petit Renne : Liz